# Zandvoort
Zandvoort là một đô thị của Hà Lan. Zandvoort thuộc tỉnh Noord-Holland ở nửa phía bắc Hà Lan. Zandvoort có diện tích đất 32,04 km2, dân số năm 2007 là 16.605 người. Đô thị này là một trong những trung tâm nghỉ dưỡng lớn của Hà Lan với các bãi biển cát dài. Đô thị Zandvoort có một trường đua nổi tiếng là trường đua Zandvoort đang đăng cai chặng đua Công thức 1.  Có một bãi tắm khỏa thân 2 km về phía nam. 